# Anacardiàcies

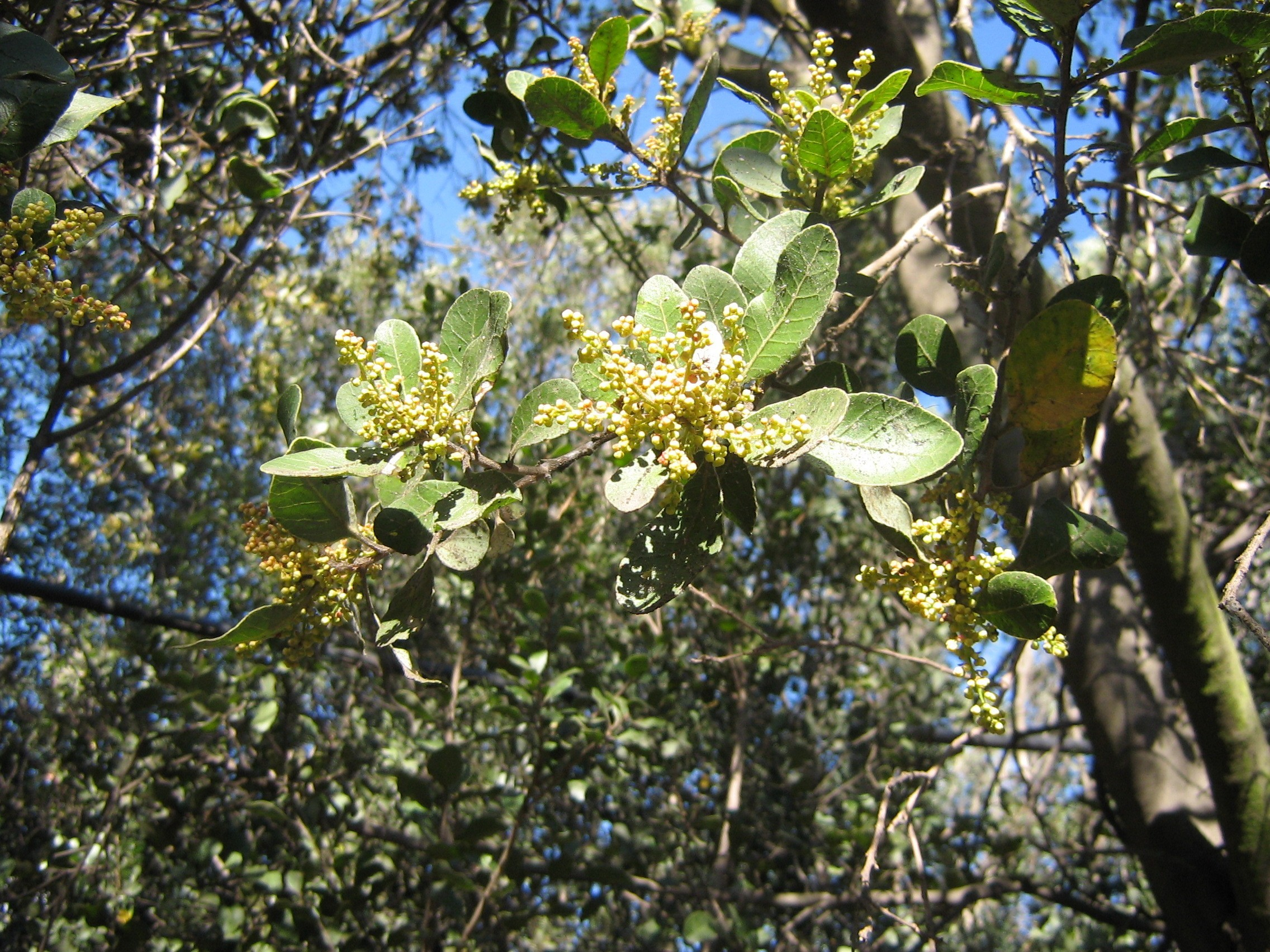
Lithrea caustica

Les anacardiàcies (Anacardiaceae) són una família de plantes angiospermes, les plantes amb flors, de l'ordre de les sapindals (Sapindales), dins del clade de les màlvides, un subclade de les ròsides. Aquesta família conté unes 780 espècies agrupades en uns 80 gèneres, entre elles hi ha algunes ben conegudes com l'anacard, el pistatxer o el mango.

## Taxonomia
Aquesta família va ser publicada per primer cop l'any 1818, sota el nom d'Anacardeae, a l'obra Narrative of an Expedition to Explore the River Zaire, usually called the Congo in South Africa, in 1816, Under the Direction of Captain J. K. Tuckey, R.N. pel botànic anglès Robert Brown (1773-1858).

### Gèneres
Dins d'aquesta família es reconeixen els 79 gèneres següents:
- Abrahamia Randrian. & Lowry
- Actinocheita F.Barkley
- Allospondias (Pierre) Stapf
- Amphipterygium Schiede ex Standl.
- Anacardium L.
- Androtium Stapf
- Antrocaryon Pierre
- Astronium Jacq.
- Attilaea E.Martínez & Ramos
- Baronia Baker
- Blepharocarya F.Muell.
- Bonetiella Rzed.
- Bouea Meisn.
- Buchanania Spreng.
- Campnosperma Thwaites
- Campylopetalum Forman
- Cardenasiodendron F.A.Barkley
- Choerospondias B.L.Burtt & A.W.Hill
- Comocladia P.Browne
- Cotinus Mill.
- Cyrtocarpa Kunth
- Dobinea Buch.-Ham. ex D.Don
- Dracontomelon Blume
- Drimycarpus Hook.f.
- Euroschinus Hook.f.
- Faguetia Marchand
- Fegimanra Pierre
- Gluta L.
- Haematostaphis Hook.f.
- Haplorhus Engl.
- Harpephyllum Bernh.
- Heeria Meisn.
- Holigarna Buch.-Ham. ex Roxb.
- Koordersiodendron Engl. ex Koord.
- Lannea A.Rich.
- Laurophyllus Thunb.
- Lithraea Miers ex Hook. & Arn.
- Loxopterygium Hook.f.
- Loxostylis Spreng. ex Rchb.
- Malosma (Nutt.) Abrams
- Mangifera L.
- Mauria Kunth
- Melanochyla Hook.f.
- Metopium P.Browne
- Micronychia Oliv.
- Mosquitoxylum Krug & Urb.
- Myracrodruon Allemão
- Nothopegia Blume
- Ochoterenaea F.A.Barkley
- Operculicarya H.Perrier
- Orthopterygium Hemsl.
- Ozoroa Delile
- Pachycormus Coville ex Standl.
- Parishia Hook.f.
- Pegia Colebr.
- Pentaspadon Hook.f.
- Pistacia L.
- Pleiogynium Engl.
- Poupartia Comm. ex Juss.
- Poupartiopsis Capuron ex J.D.Mitch. & Daly
- Protorhus Engl.
- Pseudosmodingium Engl.
- Pseudospondias Engl.
- Rhodosphaera Engl.
- Rhus L.
- Schinopsis Engl.
- Schinus L.
- Sclerocarya Hochst.
- Searsia F.A.Barkley
- Semecarpus L.f.
- Smodingium E.Mey. ex Sond.
- Solenocarpus Wight & Arn.
- Sorindeia Thouars
- Spondias L.
- Swintonia Griff.
- Tapirira Aubl.
- Thyrsodium Salzm. ex Benth.
- Toxicodendron Mill.
- Trichoscypha Hook.f.